# Chiridota ochotensis
Chiridota ochotensis is een zeekomkommer uit de familie Chiridotidae.
De wetenschappelijke naam van de soort werd in 1941 gepubliceerd door Savel'eva.